# Вермот, Жюльен
Жюльен Вермот (нем. Julien Vermote; ; род. 26 июля 1989, Кортрейк, Бельгия) — бельгийский профессиональный  шоссейный велогонщик, выступающий с 2020 года за команду Cofidis, Solutions Crédits. Чемпион мира в командной гонке на время.

## Победы
2008
- 1-й на этапе 2 — Triptyque des Monts et Châteaux

2009
- 2-й — Tour du Haut Anjou
  - 1-й на этапе 2

2010
- 3-й — Зеллик — Галмарден

2012
- 1-й  — Три дня Западной Фландрии
  - 1-й  Молодёжная классификация

2013
- 3-й — Чемпионат Бельгии в индивидуальной гонке
- 3-й — Дуо Норман (с Кристоф Вандевалле)

2014
- 1-й на этапе 7 — Тур Британии
- 3-й  Чемпионат мира — Командная гонка
- 5-й — Omloop van het Houtland
- 8-й — Брабантсе Пейл

2015
- 8-й — Три дня Де-Панне

2016
- 1-й  — Чемпионат мира — Командная гонка
- 1-й — Textielprijs Vichte
- 9-й — Тур Британии
  - 1-й на этапе 2

2017
- 2-й — Gullegem Koerse
- 5-й — Тур Бельгии

## Статистика выступлений на Гранд Турах
| Гонка           | 2012 | 2013 | 2014 | 2015 | 2016 | 2017 |
| --------------- | ---- | ---- | ---- | ---- | ---- | ---- |
| Джиро д'Италия  | 89   | 132  | 88   | —    | —    | —    |
| Тур де Франс    | —    | —    | —    | 116  | 114  | 139  |
| Вуэльта Испании | —    | —    | —    | —    | —    | —    |

| — | Не участвовал |